# Juan Alberto Belloch
Pour les articles homonymes, voir Belloch.
Juan Alberto Belloch Julbe, né le 3 février 1950 à Mora de Rubielos, est un juge et homme d'État espagnol proche du Parti socialiste ouvrier espagnol (PSOE).
Il est ministre de la Justice entre 1993 et 1994, puis ministre de la Justice et de l'Intérieur jusqu'en 1996. Il devient maire de Saragosse en 2003 et enchaîne trois mandats de quatre ans. Il se retire ensuite de la vie politique.

## Biographie

### Carrière judiciaire
Titulaire d'une licence en droit de l'université de Barcelone, il devient juge en 1976, au tribunal d'instruction et de première instance de La Gomera, aux Canaries. Il est ensuite muté en Catalogne, à Berga, puis Vic, avant d'être envoyé à Alcoy, dans la province d'Alicante.
En 1980, il est déplacé au Pays basque, où il accède l'année suivante au statut de magistrat. Désigné pour la présidence de la deuxième section de la chambre pénale de la cour provinciale de Bilbao en 1985, il est nommé trois ans plus tard président de la cour par le conseil général du pouvoir judiciaire (CGPJ).
Il reste en fonction jusqu'au 30 octobre 1990, lorsqu'il est élu membre du CGPJ par le Congrès des députés, sur proposition du PSOE.

### Un juge progressiste
Il participe en 1984 à la fondation de l'association Pro Derechos Humanos du Pays basque, avant d'être nommé porte-parole de l'association des juges progressistes Juges pour la démocratie (JpD). Il a également fait partie des fondateurs de l'association des magistrats européens pour la démocratie et les libertés, dont il a été vice-président en 1984.

### Ministre espagnol
Le 14 juillet 1993, il est nommé ministre de la Justice par Felipe González, en tant qu'indépendant. À la suite de la démission du ministre de l'Intérieur, Antoni Asunción, du fait de la fuite de l'ancien directeur général de la Garde civile, Luis Roldán, accusé de corruption et détournement de fonds et dont la surveillance relevait du ministère de l'Intérieur, Juan Alberto Belloch devient ministre de la Justice et de l'Intérieur le 6 mai 1994. C'est sous son mandat, qui prend fin le 5 mai 1996, que Roldán est finalement retrouvé et appréhendé, au Laos.

### Entrée au PSOE
Élu député de la province de Saragosse au Congrès des députés sur la liste socialiste lors des élections générales anticipées du 3 mars 1996, il est placé en situation de disponibilité volontaire le 28 mars, afin d'adhérer, au mois de mai, au Parti socialiste ouvrier espagnol (PSOE). Au Congrès, il est choisi comme porte-parole du groupe socialiste à la commission de la Justice et de l'Intérieur.
En 1997, il est élu président du PSOE d'Aragón, en remplacement de Marcelino Iglesias, avec qui il s'était fortement opposé au cours du congrès régional. Lors des primaires organisées par les socialistes le 26 juin 1998, il est investi tête de liste pour les municipales de juin 1999 à Saragosse avec 58 % des voix. Au cours de sa campagne, il propose que la ville accueille l'exposition internationale de 2008. Il est cependant défait par la maire sortante, Luisa Fernanda Rudi, du Parti populaire (PP), dont la liste obtient 42,3 % des voix et 15 sièges sur 31, contre 29,7 % des suffrages et 10 élus au PSOE. Il devient alors le porte-parole du groupe socialiste et chef de l'opposition municipale. En 2000, il abandonne le Congrès des députés, à la suite de son élection au Sénat, dans la province de Saragosse, un mandat pour lequel il ne se représente pas quatre ans plus tard.

### Maire de Saragosse
De nouveau candidat aux municipales de mai 2003, il parvient à se classer en tête avec 33,9 % des voix et 12 conseillers, soit un point et un élu de plus que le PP, désormais conduit par José Atarés. Il passe alors un accord avec la Chunta Aragonesista (CHA), qui réalise un score de 18,3 % et 6 élus, et devient, le 14 juin, maire de Saragosse. Il est reconduit après les élections municipales de 2007, après avoir remporté 38 % des suffrages et 13 élus, et obtenu le soutien du Parti aragonais (PAR), qui ne détenait que 2 sièges, le contraignant à gouverner en minorité. En 2011, il décroche un faible score de 27,1 % des voix et 10 sièges, cinq de moins que le PP, mais reçoit l'appui de la CHA et de la Gauche unie (IU), qui disposent ensemble de 6 élus, lui permettant d'être réinvesti pour un troisième mandat consécutif. Du fait de la perte de Barcelone et Séville par les socialistes lors de ce scrutin, il se retrouve à être le maire de la plus grande ville dirigée par un membre du PSOE.
Il est réélu sénateur de la province de Saragosse lors des élections générales anticipées du 20 novembre 2011, arrivant en quatrième position avec un peu plus de 146 000 voix.

### Vie privée
Il a épousé la journaliste et pianiste Mari Cruz Soriano le 19 décembre 2002, à Saragosse.